# التسلسل الكيميائي الحيوي
يعرف التسلسل الكيميائي الحيوي بالتسلسل الإشاري والتسلسل السبيلي، وهو سلسة من التفاعلات الكيميائية التي تبدأ بمثير (المرسال الأول) مأمور من قبل مستقبل متحول إلى مدخل الخلية عبر المرسال الثاني (وذلك يسهب إلى الإشارة الأولى) منتهية باستجابة الجزيئات، وبذلك ينتج عنه استجابة الخلية للمثير الأول. في كل خطوة من التسلسل الإشاري هناك عدة عوامل تشترك في تنظيم الأفعال الخلوية، وذلك باستجابتها بفعالية للتغيرات البيئية الداخلية والخارجية.

## التسلسلات الإشارية
تحتاج الخلايا حتى تعيش أن تقوم بكامل وظائفها الخلوية. عندما تنتمي إلى كائن حي متعدد الخلايا تحتاج أن تتواصل بينها البعض، وأن تتعايش لكي تعطي الحياة للكائن. هذا التواصل بين الخلايا يستهدف التسلسلات الإشارية الداخلية، والتي تسمى مسار الإشارات الناقلة، وتهدف بدورها إلى تنظيم عمليات خلوية محددة. كل انتقال للإشارة يحدث بواسطة مرسال خارجي أولي، يرتبط بالمستقبلات على غشاء الخلية أو غشاء النواة، ليبتدء الإشارات الداخلية. هذا الارتباط ينتج عنه تكون أو إطلاق مرسال ثاني يقوم بالاندماج وتهيئة الإشارة، أو ما يعرف بتضخيم الإشارة، وذلك بواسطة تنشيط الهدف الجزيء الذي يستهدف المستجيبات والتي تؤدي بدورها إلى حدوث الاستجابة المطلوبة.

### النواقل والمؤثرات
يتم نقل الإشارة عن طريق تنشيط مستقبلات خاصة ويترتب على ذلك تسليم الإشارة (المنبه) إلى المراسيل الثانوية مثل: أيونات الكالسيوم (Ca2+)أو أحادي فوسفات الأدينوزين الحلقي (cAMP).تعمل هذه الجزيئات كناقل للإشارة حيث تثير السلاسل داخل الخلوية والتي بدورها تضخم الإشارة الأولية. وقد تم تحديد تقنيتين رئيسيتين لنقل الإشارات الأولى بوساطة المستقبلات النووية والثانية بوساطة المستقبلات الغشائية: 
في الحالة الأولى يعبر المرسال الأولي من خلال غشاء الخلية رابطا بذلك ومنشطا المستقبلات داخل الخلوية المتمركزة في النواة أو في العصارة الخلوية والتي تؤدي دورها كعامل نسخ لتنظيم التعبير الجيني المباشر، وهذا أمر ممكن نظرا لطبيعة الجزيئات المحبة للدهون وبخاصة الهرمونات.
أما في حالة نقل الإشارة بوساطة المستقبلات الغشائية فإن المستقبل الأولي يقوم بالارتباط بالمجال الخارجي للمستقبلات الغشائية منشطا إياها، قد تكون هذه المستقبلات ذات نشاط تحفيزي داخلي، أو قد تقترن بإنزيمات مؤثرة، كما أنها قد تتصل بقنوات أيونية.
وبناء على هذا فإنه يوجد أربع أنواع أساسية من المستقبلات الغشائية: المستقبلات المقترنة بالبروتين ج (GPCRs)، مستقبلات كينازات التيروزين (RTKs)، مستقبلات كينازات السيرين /الثيرونين (RSTKs) والمستقبل الأيونوتروبي (LGICs).
كما يمكن تصنيف المراسيل الثانوية إلى ثلاث فئات: 
- المحبة للماء /العصارية الخلوية:

قابلة للذوبان في الماء وتتوضع في العصارة الخلوية وتشمل: أحادي فوسفات الأدينوزين الحلقي (cAMp) وثلاثي فوسفات الغوانوزين الحلقي (cGMP) واينوزيتول ثلاثي الفوسفات (IP3) وأيونات الكالسيوم (Ca2+) والرايبوز ثنائي فوسفات الأدينوزين الحلقي (cADPR)، وسفينغوزين 1 فوسفات (S1P). وهدفها الرئيسي هو كينازات البروتين مثل كيناز البروتين ألفا (PKA) وكيناز البروتين ج (PKG)، وتشارك بعد ذلك في الاستجابات المتعلقة بالفسفرة. 
- الكارهة للماء/المرتبطة بالغشاء:

غير قابلة للذوبان في الماء وتقع في المساحة بين الغشائية حيث تستطيع الارتباط بالبروتينات المؤثرة المرتبطة بالغشاء مثل فوسفاتيديل اينوزيتول (3-4-5) وثلاثي الفوسفات (PIP3)وثنائي الغليسريد (DAG) وحمض الفوسفاتيديك وحمض الأراكيدونيك والسيراميد. وهي تشارك في تنظيم الكينازات والفوسفات والعوامل المرتبطة بالبروتين ج وعوامل النسخ.
- الغازية:

يكون هذا النوع من المراسيل الثانوية واسع الانتشار في غشاء الخلية والعصارة الخلوية، يتضمن هذا النوع أكسيد النتريك وأول أوكسيد الكربون ويعتبر كلاهما قادرا على تفعيل ثلاثي فوسفات الغوانوزين الحلقي (cGMP) وإلى جانب قدرة هذا النوع على المشاركة في الأنشطة المستقلة، فإنه يستطيع أن يعمل في وضع متناسق مع غيره.

### الاستجابة الخلوية
الاستجابة الخلوية في سلاسل نقل الإشارة تتضمن تغيير في التعبير عن الجينات المؤثرة أو تنشيط وتثبيط البروتينات المستهدفة. تنظيم نشاط البروتين ينطوي أساسا على عمليتي الفسفرة وإزالة الفسفرة مما يؤدي إلى التنشيط أو التثبيط. هذا هو الحال بالنسبة للغالبية العظمى من الاستجابات وذلك نتيجة لارتباط المراسيل الأولية بالمستقبلات الغشائية.

## التسلسلات الكيميائية الحيوية في أنواع محددة من الخلايا

### الخلايا الطلائية
يعتبر التصاق الخلايا الطلائية عملية أساسية لتكوين النسيج الطلائي، وبالتالي تبقى الخلايا في اتصال دائم بالمادة بين الخلوية وبالخلايا الأخرى. هناك عدة مسارات موجودة لتدعم هذا الاتصال والالتصاق بالمحيط، لكن يعتبر الكادهيرين هو مسار النواقل الأساسي. 

### الخلايا الجذعية
يعد التجديد الذاتي والقدرة على التفاضل خاصيتان استثنائيتان للخلايا الجذعية. ويمكن تقسيم هذه الخلايا حسب قدرتها على التفاضل- الذي ينخفض تدريجيًا مع النمو- إلى: خلايا مكتملة النمو، وخلايا محفزة، وخلايا متعددة القدرات، وخلايا مكتملة النمو.
تنظم دورة الخلية ومراقبة النسخ الجيني عملية التجديد الذاتي بدقة عالية. هناك بعض طرق التأشير مثل: LIF/JAK/STAT3 (عامل تثبيط سرطان الدم/ انزيم "Janus kinase" JAK / بروتين STAT3 «محول الإشارة ومنشط النسخ 3»), و BMP/SMADs/Id (البروتين المخلق للعظم/ بروتين SMADs/ مانع التفاضل) يتوسطها عامل النسخ والمنظمات اللاجينية بالإضافة إلى عوامل أخرى. وهذه العوامل مسؤولة على التوالي عن تعبير جينات التجديد الذاتي وتعبير جينات التثبيط التفاضلي. 
في مرحلة من دورة الخلية يحدث هناك ارتفاع في تعقيد الميكانيا الخلايا الجذعيه الجسدية.و مع ذلك لوحظ انخفاض في التجديد الذاتي للطاقة بالنسبة للعمر. تنظم مكانيكات بواسطة p16 CDK4/6-Rb و p19arf-p53-p21cip1 ممر الاشارات. الخلايا الجذعيه الجنينية تملك نشاط E-CDK2 السيكلين التأسيسي. الذي يشع الفيسفور ويثبط الريبديوم وهذا يؤدي الي فترة G1 قصيرة في دورة الخلية مع انتقال سريع لG1-s وواعتماد بسيط على اشارات الانقسام التفتيتي أر السيكين p لمرحلة دخول S . يدعم محدث الانقسام الفتيلي في الخلايا الجنينية انتقال G1 -s مستمر نسبياً عبر عمليات التعاونيه من سيكلين D-CDK4/6and سيكلين E-CDK 2 لتثبيط مجموعة البروتين Rb. ويعتبر نشاط p16ink4a و p19arf مثبط عبر نظام hmga2 المعتمد على الكروماتين.عدد من الخلايا الجذعية للبالغين المتقدمين في العمر ساكنة معظم الاوقات. في حال غياب اشارات الإشعاع المحدث للتفتيل سيكين CDKs و G1-s الانتقالي مكبوت عبر دورة الخلية المثبطة وتشمل كلا من مجموعتي البروتين ink4 و cip/kip . ونتيجة لذلك يكونRb مشبع بالفيسفور ومثبط E2f , وينشط المكونفي مرحلة G0 لدورة الخلية. التحفيز المحدث للانقسام التفتيلي يدير هذه الخلايا الي دورة عبرة تنشيط نشاط السكلين D. الخلايا الجذعية للبابغين المتقدمين في العمر تزيد نشاط مادة 7 microRNA وتقلل مستوى Hmga2 وتزيد أيضاً مستوى p16 ink4a و p19arf وهذا يقلل حساسية الخلايا الجذعية من إشارات الإشعاع المحدث للتفتيل بتثبيط مركب السيكين CDK . ونتيجة لذلك لا تستطيع كلا من الخلايا الجذعية الدخول لدورة الخلية أو تبطى تقسيم الخلايا بين الأنسجة.
تُكوِن الإشارات المنبعثة من المحراب- حيث توجد الخلايا الجذعية- التنظيم الخارجي القادر على توفير حالة سكون وتنشيط دورة الخلية في الخلايا الجذعية الجسدية. يعد التقسيم اللامتماثل خاصية للخلايا الجذعية الجسدية، والحفاظ على خزان الخلايا الجذعية في الأنسجة، وإنتاج خلايا متخصصة من نفس النوع.
تظهر الخلايا الجذعية قوة علاجية رفيعة في علاج الأمراض الدموية مثل سرطان الدم وأورام الغدد اللمفاوية.
مجموعات صغيرة من الخلايا الجذعية وجدت في أورام وتسمى الخلايا السرطانية الجذعية. وهناك ما يشير بأن هذه الخلايا تزيد في نمو أمراض خبيثة.

### الحيوانات المنوية
الحيوان المنوي هو المشيج الذكري ويكون بعد خروجه مباشرة غير ناضج، لهذا فالحيوانات المنوية غير قادرة على تخصيب البويضة، وحتى يكون لها القدرة على اخصاب المشيج الانثوي، فهذه الخلية تعاني من القدرة التلقيحيه كما أن طرف الحيوان المنوي يتفاعل في القناه التناسليه لدى الأنثى. 
وهذه الإشارات هي أفضل طريقه تصف مشاركة هذا الحيوان المنوي في هذه العملية. 
cAMP/PKA هذه الإشارات تؤدي إلى قدرة الحيوان المنوي على التلقيح.
كما أن هذا الإنزيم adenylcyclase وجوده في الحيوان المنوي يختلف عن وجوده في الخلايا الجسدية، ووجوده في الحيوان المنوي لا يسمح له بالتعرف على البروتين ج. 
لذا يتم تحفيزه عن طريق بيكربونات وايونات الكالسيوم ومن ثم يحول ATP إلى cAMP التي بدورها تحفز عمل PKA وهو الذي يؤدي إلى فسفرة بروتين التايروسين.